# GNOME Office
GNOME Office è una suite per l'ufficio, basata su software libero dell'ambiente GNOME (una interfaccia grafica per il sistema operativo di tipo UNIX come GNU/Linux).

## Componenti
Questi software hanno in comune lo sviluppo con l'interfaccia di programmazione delle applicazioni per GNOME basata sulle librerie GTK+ che li possono rendere multipiattaforma. Sono:
- AbiWord — un word processor;
- Evolution — un gestore avanzato della posta elettronica, rubrica e impegni;
- Evince — un lettore di documenti Portable Document Format (PDF) e PostScript per il desktop environment GNOME;
- Gnumeric — un foglio elettronico;
- Glom — un front end database RAD, basato su PostgreSQL, per la creazione di database in un unico file, come FileMaker Pro;
- GNOME-DB — un front end database, basato su libgda, interfaccia grafica per la creazione e gestione di diversi database;
- Ease software di presentazioni (progetto avviato a fine 2009);

Il progetto Debian aggiunge applicazioni addizionali a questa lista:
- Dia — un programma per la creazione di grafici;
- GIMP — un avanzato software di grafica raster per fotoritocco;
- Inkscape — una applicazione per il disegno vettoriale;
- XSane (Scanner Access Now Easy) — una API (application programming interface), una interfaccia grafica per SANE che fornisce un accesso standardizzato all'hardware di qualsiasi scanner;
- Planner — un software applicativo di project management;
- Criawips Presentation tool, che si propone di essere potente software di presentazioni, ma ancora immaturo;

L'integrazione tra le varie applicazioni della suite è piuttosto lieve e, pertanto, GNOME Office potrebbe essere considerato un mero insieme di applicazioni desktop per la produttività scritto per l'ambiente GNOME, piuttosto che una suite per ufficio nel senso comune.

## Versioni
- 1997: lancio del progetto GNOME
- 2003: GNOME Office 1.0
- 2004: GNOME Office 1.2